# フルビット
フルビット
- デジタルオーディオ、ビデオ信号における最大振幅値。デジタルオーディオにおいては0dBFSを指す。
- 日本における運転免許証において種類の欄にすべての免種が埋まっている状態のことを指す通称。すなわち、道路交通法上ではすべての車種の運転が可能となっている。以下、本項において記述する。

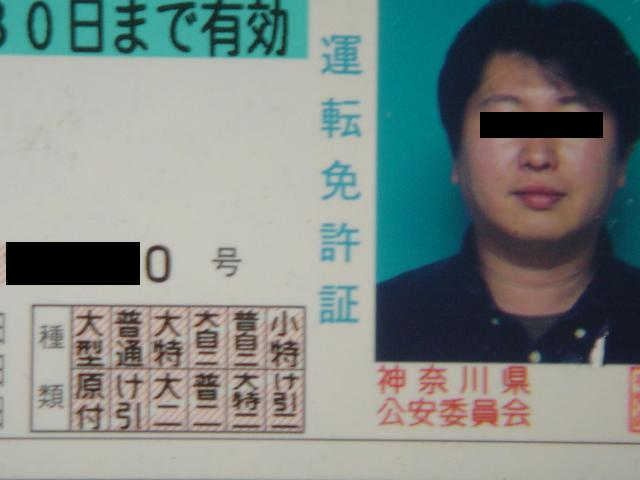
フルビット免許証（2007年5月以前の旧12種類、すべての種類が記載されている）

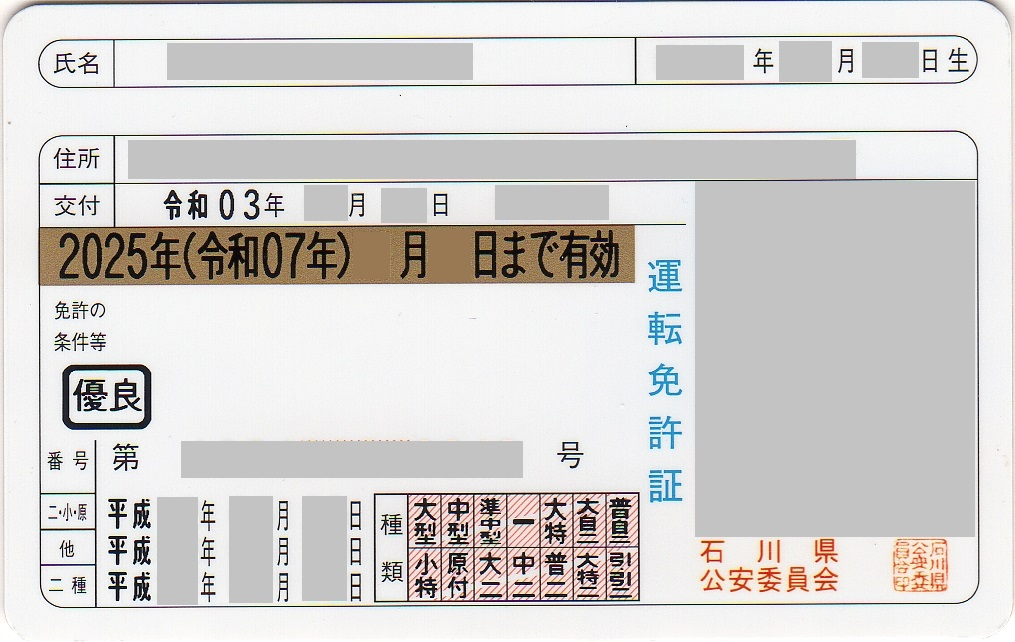
2021年現在のフル免許証（全車種の運転は出来るが、空欄があるため厳密にはフルビットではない）

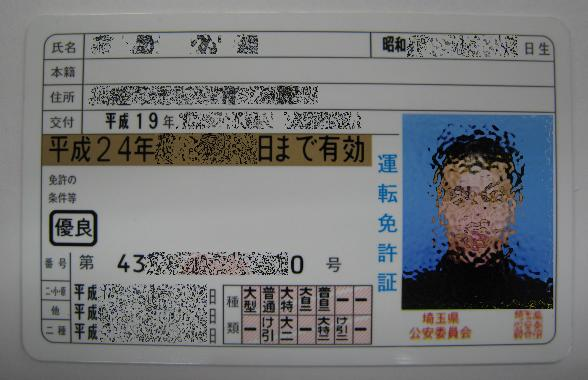
2007年5月以前のフル免許証（旧「普通」は「中型」へ移行している）

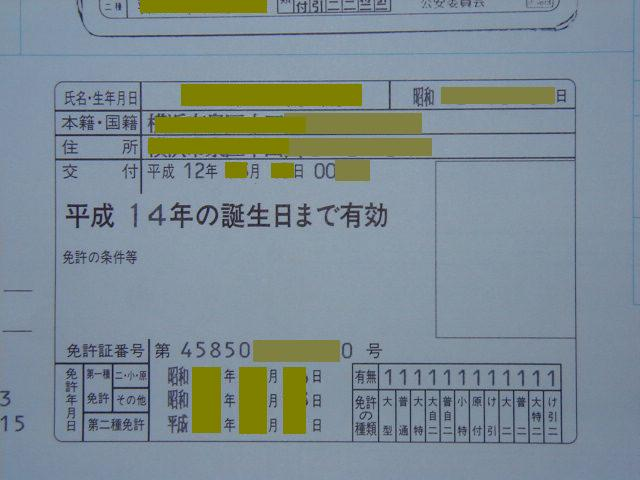
フルビット免許証の由来である「0/1」表記

## 解説
1994年までの運転免許証においては、所有する種類に1、所有していない種類は0とビット（2進数）で欄に表記されていた。全ての免種を持っている場合、すべての欄に1と表記されていたのがフルビット免許証と呼ばれる由来である（英語のfull：いっぱいの、完全な）。日本の運転免許は、「大は小を兼ねる」制度を採用している為、上位の免許を先に取得した場合、下位の免許の取得は不可能になる。すなわち、下位の免許から先に取得しなければ、フルビットを達成することはできない。例えば、普通自動車免許を初めに取得した場合、自動的に原動機付自転車の運転が可能となり項目としての原動機付自転車免許の取得は不可能になる為、運転免許証の種類欄に「原付」を表示させることはできなくなる。上位の免許を取得したのち下位の免許を取得するためには、一度上位の免許を失効させる必要があり、時間的、金銭的問題や運転できない期間が生じることなどによる生活への支障から、わざわざ下位の免許を運転免許証に表示させる為だけにそのような労力をかけることは、多くの社会人にとって現実的ではない。フルビットを目指すのであれば、運転免許の上位と下位の関係について、あらかじめ把握する必要がある。（具体的な上下関係については後述。）

### フルビッターとフル免許
一部の人の間においては、すべての運転免許を保有している人をフルビッターと呼ぶこともある。また、免許証の種類の欄が埋まっていなくても、すべての車両を運転できる運転免許（大型二種、大型特殊二種、けん引二種、大型自動二輪の4つ）保有者もフルビッターと称するが、本来のフルビット免許の定義とは異なり、フル免許というべきである。歯抜けフルビット、穴あきフルビットなどともいう。

#### フルビット免許の取得方法（15免種）
2017年3月12日以降の全15免種取得のフルビット免許を取得するには、下記のとおりである。あくまで一例であり、その他の取得方法も存在する。例えば、原付と小型特殊はどちらから取得してもフルビット免許は取得できる。免許を一度も取得したことがないものの場合、最短取得期間は3年である。これは、二種免許の取得要件からくる。
1. 原付
2. 小型特殊
3. 普通自動二輪
4. 大型自動二輪
5. 普通一種
6. 準中型
7. 中型一種
8. 大型一種
9. 大型特殊一種
10. けん引一種
11. 普通二種
12. 中型二種
13. 大型二種
14. 大型特殊二種
15. けん引二種

免許の下位から順番に取得する必要がある。免許の上下関係を把握しないと、すべての種類を取得できない。免許の上下関係は、
- 実技試験なしグループ（原付・小型特殊）が最下位。
- 原付、小型特殊、けん引一種・二種を除くほかのすべての運転免許は、取得後原付と小型特殊の運転ができる。
- 普通自動二輪 < 大型自動二輪
- 一種 < 二種
- 普通 < 準中型 < 中型 < 大型

となる。なお、フルビット運転免許を取得したとしても、その後に新たな免許区分が設けられればフルビット免許はフル免許となる。

### 法改正による区分増加
2017年3月12日からの新しい自動車免許制度に基づき、免許の区分が14種類から15種類に細分化されたため、それ以降に発行されている運転免許証は15区分表記に移行されている。また、旧制度の普通免許所持者は新制度移行後、一種免許取得者は準中型（5トン限定）免許、二種免許取得者は中型二種（5トン限定）免許取得者扱いとなり、普通免許の欄が空白となったため、制度移行と共に一時的ながらフルビット免許所有者はいなくなった。
旧制度の普通第一種免許所持者で、普通第一種免許よりも上位免許を持っていない者であれば、他の種類の免許を受けたい旨の申出申請による運転免許の取消制度を利用し、新制度の中型（8t限定）免許、準中型（5t限定）免許を取消し、新たに普通免許を受ければフルビットを目指すことは可能である。

### 法改正による区分減少
直近では準中型免許が追加されているが、逆に区分が減少することも十分考えられる。そのため、フルビット免許がフル免許化する可能性や、フル免許がフルビット免許になる可能性がある。
複雑化した普通、準中型、中型、大型免許の区分がトン数表記など根本的な表記が変わる可能性が一つに挙げられる。例えば、普通と大型のみとし、大型の条件として運転できるトン数が限定されるというものである。現在の中型8t限定のような表記である。この場合、準中型や中型免許を持っていなかったものがフルビット化する可能性がある。
実際に今まで区分がなくなった実例もある。1965年の三輪車運転免許がそれである。
実際に運転する対象の自動車が存在しない、もしくは存在数が極端に少ない運転免許区分もある。大型特殊二種、けん引二種免許がそれである。
特にけん引二種の場合には、トラクター側の運転免許で二種免許を取得していれば二種運用を可能とする運用方式も考えられる。運転技術的には、けん引二種免許を要すると考えられる連接バスの運転でも切り離しができないことを理由とし、現在は大型二種免許で運転できるようにしていることも理由の一つである。
このような状況があるため、運転免許区分がなくなり、今までフル免許であったものがフルビット化してしまう可能性がある。

#### フルビットのキャラクター
両津勘吉（漫画『こちら葛飾区亀有公園前派出所』の主人公。95年時点の11ビット、取り直したという話どおりなら12ビット。二輪付帯の軽免許を取っているということだがその時小型特殊免許が存在しないため、1964年9月1日～翌年8月31日までのきわめて短い期間でしか実現しえない。）

## ビット形式を採用している他の免許
所有する資格の有無をビット形式で表記する免許証は、他にも小型船舶操縦免許証（1級と2級は同じ資格欄になるため、2級→1級を取得した場合は1級のみの表記となる）、労働安全衛生法による免許証（24の資格欄）、危険物取扱者免状（甲種・乙種1から6類・丙種の合わせて8の資格欄、所持している種類の欄が空欄→取得年月日・都道府県になる）、消防設備士免状（甲種特類・甲種1から5類・乙種1から7類の計13の資格欄、所持している種類の欄が空欄→取得年月日・都道府県になる）、労働安全衛生法による技能講習修了証明書（厳密には免許ではなく技能講習）などがある。